# Інсар-Акшино
Інса́р-А́кшино (рос. Инсар-Акшино, мокш. Инсар-Акшина, ерз. Инсар-Акшино) — село у складі Рузаєвського району Мордовії, Росія. Входить до складу Трускляйського сільського поселення.

## Населення
Населення — 248 осіб (2010; 247 у 2002).
Національний склад (станом на 2002 рік):
- росіяни — 47 %
- мокшани — 41 %